# Microonde
In fisica le microonde sono radiazioni elettromagnetiche con lunghezza d'onda compresa tra le gamme superiori delle onde radio e la radiazione infrarossa. Sebbene si tenda a considerarle separate dalle radioonde, le microonde sono comprese nelle parti UHF e EHF dello spettro radio, presentando comunque delle caratteristiche specifiche dovute alla loro alta frequenza. Il confine tra le microonde e le gamme di radiazioni vicine non è infatti netto e può variare a seconda dei diversi campi di studio.

## Storia

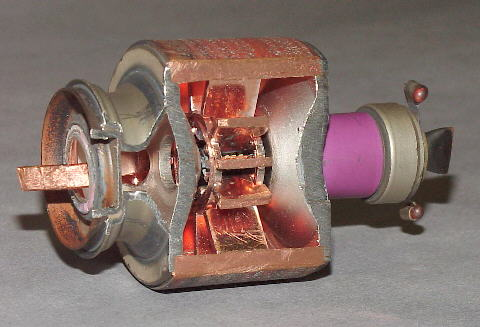
Un magnetron, dispositivo utilizzato per la produzione di microonde

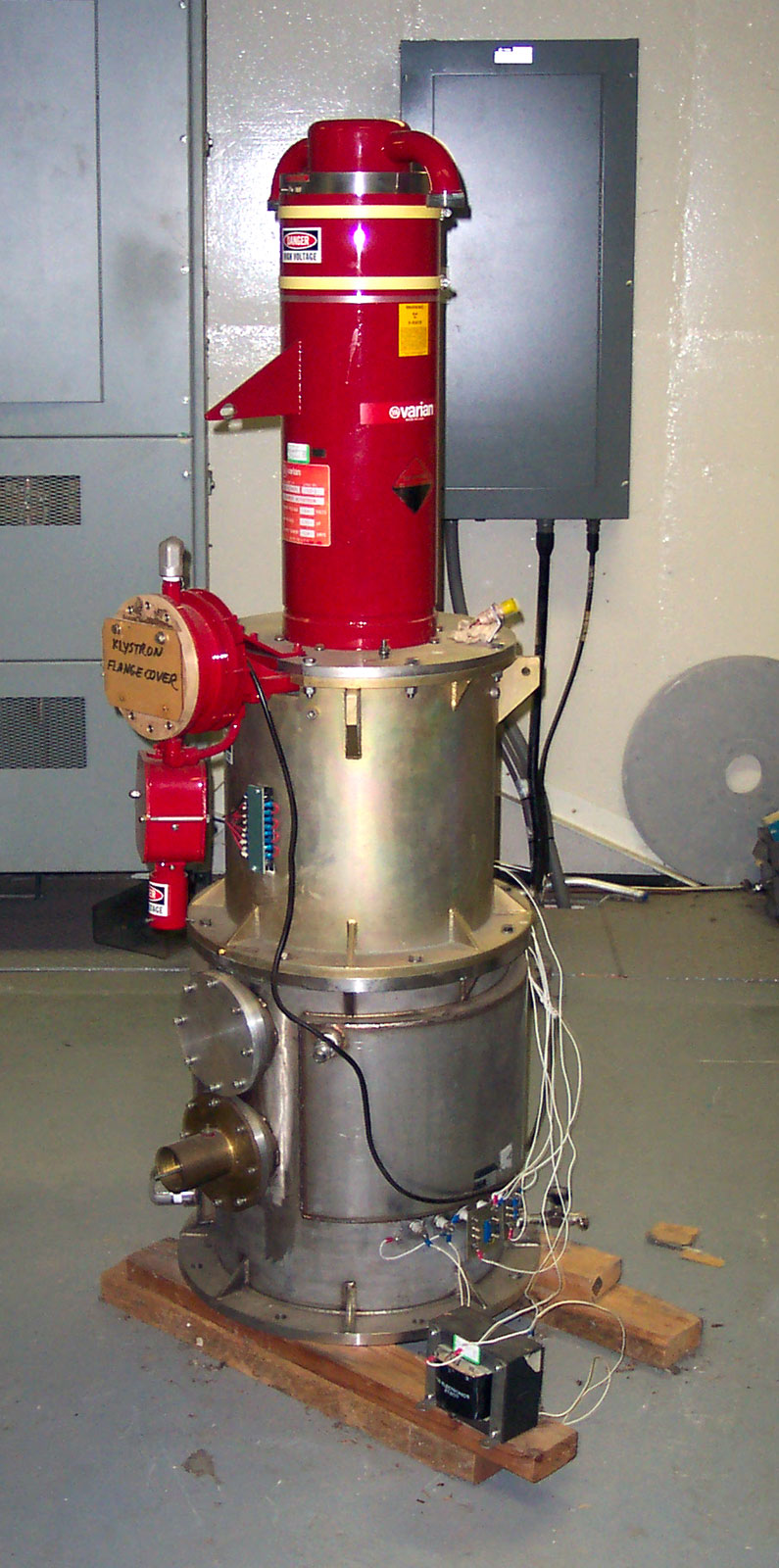
Tubo klystron

La predizione dell'esistenza delle onde elettromagnetiche, di cui le microonde fanno parte, è dovuta a James Clerk Maxwell con le sue famose equazioni del 1864. La dimostrazione dell'esistenza avvenne nel 1888 per opera di Heinrich Rudolf Hertz che studiò le onde radio.
Alcuni nomi di personaggi che con le loro ricerche hanno contribuito allo sviluppo delle moderne i delle microonde sono maos e fabbro Samuel Morse, Sir William Thomson noto come Lord Kelvin,
Oliver Heaviside, Lord Rayleigh, Oliver Lodge. La denominazione "microonde", in particolare, fu coniata nel 1932 da Nello Carrara (1900-1993), fisico e studioso presso l'Istituto di telecomunicazioni dell'Accademia Navale di Livorno; i suoi lavori, in collaborazione con Ugo Tiberio, portarono allo sviluppo di radar italiani durante la seconda guerra mondiale.
Alcuni studi specifici sulle microonde e le applicazioni sono:
- Barkhausen e Kurz: oscillatore a griglia positiva
- Hull: magnetron
- Fratelli Varian: modulazione della velocità degli elettroni, tubo klystron
- Randall e Boot: magnetron a cavità risonanti

## Caratteristiche
Le microonde sono comprese nelle lunghezze d'onda tra 33 cm, che corrisponde alla frequenza di circa 1 GHz, e 1 mm, che corrisponde a circa 300 GHz. Al di sopra dei 300 GHz l'assorbimento delle radiazioni elettromagnetiche è così intenso che l'atmosfera terrestre può essere considerata opaca a queste frequenze. Ritorna però ad essere trasparente nella zona degli infrarossi e della luce visibile.

## Bande di frequenza

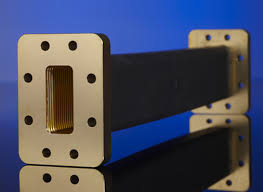
Guida d'onda

Lo spettro delle microonde è definito solitamente nell'intervallo di frequenza compreso tra 300 MHz e 300 GHz, ma altre definizioni includono frequenze minori. La maggior parte delle applicazioni operano tra 1 e 40 GHz.

La seguente tabella elenca la suddivisione in bande secondo la Radio Society of Great Britain (RSGB):
| Sigla della banda | Gamma di frequenza |
| ----------------- | ------------------ |
| L                 | 1 – 2 GHz          |
| S                 | 2 – 4 GHz          |
| C                 | 4 – 8 GHz          |
| X                 | 8 – 12 GHz         |
| Ku                | 12 – 18 GHz        |
| K                 | 18 – 26 GHz        |
| Ka                | 26 – 40 GHz        |
| Q                 | 30 – 50 GHz        |
| U                 | 40 – 60 GHz        |
| V                 | 50 – 75 GHz        |
| E                 | 60 – 90 GHz        |
| W                 | 75 – 110 GHz       |
| F                 | 90 – 140 GHz       |
| D                 | 110 – 170 GHz      |

Il codice P è a volte usato per le frequenze UHF sotto la banda L.

## Produzione
Le microonde possono essere prodotte in vari modi, classificabili in due categorie: a stato solido e con tubi a vuoto.

I dispositivi a stato solido sono basati su semiconduttori (silicio o arseniuro di gallio) e possono essere transistor a effetto di campo (FET), transistor a giunzione bipolare (BJT), diodi Gunn e IMPATT. Versioni speciali dei comuni transistor sono state sviluppate per le alte frequenze.
L'evoluzione per le microonde dei transistor BJT includono gli heterojunction bipolar transistor (HBT), mentre le varianti dei transistor FET comprendono: MESFET, HEMT o HFET e LDMOS. I dispositivi integrati a microonde sono chiamati MMIC (monolithic microwave integrated circuit) e sono realizzati a partire da wafer di arseniuro di gallio.

I tubi a vuoto si basano sul movimento balistico degli elettroni nel vuoto sotto l'influenza di campi elettrici o magnetici di controllo. Includono: magnetron, klystron, travelling wave tube (TWT) e gyrotron.

## Utilizzi
- Il forno a microonde utilizza un generatore a magnetron per produrre microonde alla frequenza di circa 2,45 GHz per cuocere il cibo. Il riscaldamento e la conseguente cottura è dovuto al fatto che le microonde causano un aumento dell'energia rotazionale delle molecole di alcune sostanze e in particolare dell'acqua. Le molecole dell'acqua infatti hanno un momento di dipolo elettrico che ha la stessa frequenza angolare delle microonde. Dato che la materia organica è composta in prevalenza di acqua, il cibo può essere cotto facilmente con questa tecnica.
- Ponti radio ovvero trasmissione tra antenne paraboliche terrestri, a distanze fino a centinaia di chilometri, di segnali analogici (ad es. televisione) o digitali fino a capacità di centinaia di Mbit/s. Si utilizzano normalmente frequenze comprese fra i 2 GHz e gli 80 GHz, in bande specificamente stabilite dagli organismi regolatori nazionali e internazionali. Le potenze utilizzate sono di pochi watt o frazioni di watt, per ogni canale (portante).
- I telefoni cellulari GSM operano alla frequenza di 1,8 GHz per comunicare con la stazione radio base.
- Le microonde sono utilizzate per le comunicazioni con i satelliti poiché attraversano l'atmosfera terrestre senza subire interferenze, come accade invece per le onde radio. Si ha inoltre più larghezza di banda (e quindi possibilità di trasportare più informazione) nelle microonde che non nelle onde radio.
- I protocolli di comunicazione senza fili, come il bluetooth e IEEE 802.11 nelle varianti g e b utilizzano microonde nella banda a 2,4 GHz; la variante a lavora invece a 5 GHz. In alcune nazioni sono in uso servizi di accesso a Internet a lunga distanza (25 km) operanti nelle frequenze tra 3,5 e 4 GHz.
- Alcuni servizi di diffusione televisiva, accesso a Internet e telefonia su cavo coassiale utilizzano microonde di bassa frequenza.

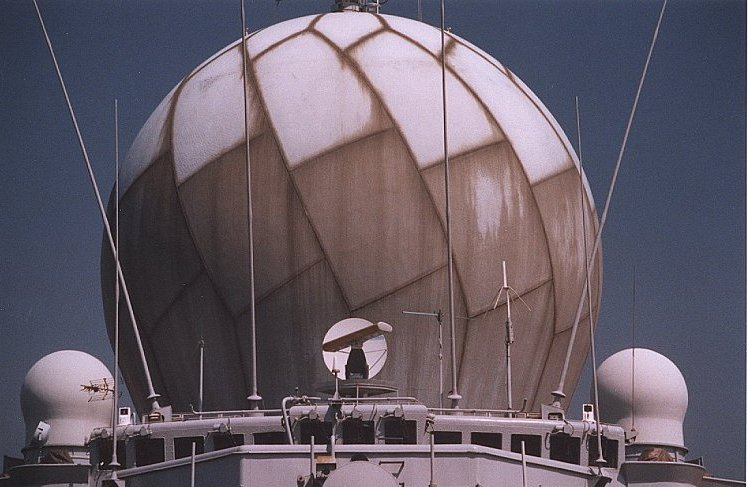
Antenna di un radar

- I radar utilizzano le microonde per rilevare a distanza la presenza e il movimento di oggetti.
- Vi sono diversi tipi di armi di nuova generazione che impiegano le microonde. Vedi armi a microonde.
- Le microonde possono essere usate per trasferire energia a distanza. Durante la seconda guerra mondiale furono effettuate ricerche in questa direzione. La NASA studiò negli anni settanta e ottanta un sistema di satelliti con ampi pannelli solari per produrre energia elettrica e trasferirla sulla Terra per mezzo di un fascio di microonde ad alta frequenza. Questi studi furono la base dei moderni progetti di centrale solare orbitale.
- Il maser è un dispositivo simile al laser ma operante nello spettro delle microonde.
- Un campo a microonde viene utilizzato per accelerare particelle cariche in alcuni tipi di cavità risonanti utilizzate negli acceleratori di particelle.
- Recentemente le microonde hanno iniziato ad essere utilizzate anche nell'ambito della medicina estetica per la riduzione delle adiposità localizzate ed il trattamento della lassità cutanea di aree specifiche.

## Sicurezza

Simbolo di pericolo associato alla presenza di radiazioni non ionizzanti, come le microonde e le onde radio

Le microonde sono largamente impiegate dalla metà del XX secolo. Come per tutte le onde elettromagnetiche non ionizzanti, vi sono rischi legati all'intensità e alla distanza dalla fonte di emissione. La natura di tali rischi dipende dall'incremento di temperatura indotto dall'intensità del campo elettromagnetico e dalla maggiore o minore capacità che ha l'onda, in base alla sua frequenza, di penetrare nei solidi (maggiore per le onde più lunghe).
La cornea dell'occhio non è percorsa da vasi sanguigni che possano raffreddarla e corre il rischio di surriscaldarsi se colpita da microonde, anche perché non è trasparente a queste lunghezze d'onda. Per questo motivo l'esposizione cronica alle microonde, esattamente come alla luce solare, può aumentare l'incidenza della cataratta in età avanzata. Se dalla luce solare ci si può difendere con occhiali da sole, non esistono protezioni simili contro le microonde.
Un forno a microonde con il portello difettoso può essere fonte di rischi. È opportuno quindi evitare di usare apparecchi danneggiati e controllare eventualmente il campo disperso con appositi strumenti. Per lo stesso motivo è bene evitare di trovarsi nel lobo di emissione dell'antenna dei potenti radar aeronautici, così come guardare direttamente e da vicino i sensori di antifurto a tecnologia radar.